# Jorne Carolus
Jorne Carolus, né le 22 février 1992 à Hasselt, est un coureur cycliste belge.

## Palmarès sur route
- 2008
  - Champion du Limbourg sur route débutants
  - Critérium Européen des Jeunes :
    - Classement général
    - 2e étape

  - 2e du championnat du Limbourg du contre-la-montre débutants
  - 2e du championnat de Belgique du contre-la-montre débutants
- 2009
  - Champion du Limbourg sur route juniors
  - 4e étape du Grand Prix Rüebliland
  - 2e de La Bernaudeau Junior
- 2010
  - Sint-Martinusprijs Kontich :
    - Classement général
    - 2ea étape (contre-la-montre par équipes)

  - 3e étape du Tour de Basse-Saxe juniors
  - 2e étape du Rothaus Regio-Tour
- 2011
  - Bruxelles-Zepperen
- 2012
  -  Champion de Belgique sur route espoirs
  - Champion du Limbourg sur route
- 2013
  - 1re étape du Triptyque des Monts et Châteaux
  - 1re et 3e étapes du Tour de Flandre-Orientale
- 2014
  - Grand Prix Georges Lassaut

### Classements mondiaux
| Année           | 2011 | 2012 | 2013 | 2014   |
| --------------- | ---- | ---- | ---- | ------ |
| UCI Europe Tour | 931e | 669e | 497e | 1 057e |

## Palmarès sur piste

### Championnats nationaux
- 2009
  -  Champion de Belgique de poursuite par équipes juniors (avec Niels Van Laer, Gijs Van Hoecke et Jochen Deweer)
  -  Champion de Belgique de vitesse par équipes juniors (avec Gijs Van Hoecke et Moreno De Pauw)
  -  Champion de Belgique de l'américaine juniors (avec Gijs Van Hoecke)
  - 2e du championnat de Belgique de vitesse juniors
- 2010
  -  Champion de Belgique de poursuite par équipes juniors (avec Jasper Stuyven, Mattias Raeymaekers et Jasper De Buyst)
  - 2e du championnat de Belgique de l'américaine juniors
  - 3e du championnat de Belgique de vitesse par équipes juniors